# فهرست خورشیدگرفتگی‌های سده ۱۹ (میلادی)
فهرست زیر شامل خورشیدگرفتگی‌های سدهٔ نوزدهم میلادی است که در طی سال‌های ۱۸۰۱ میلادی الی ۱۹۰۰ میلادی اتفاق افتاده‌اند. کل گرفت‌ها ۲۴۲ مورد بود که ۸۷ مورد آن از نوع خورشیدگرفتگی جزئی، ۷۷ مورد آن از نوع خورشیدگرفتگی دوگانه و ۶۳ مورد نیز خورشیدگرفتگی کامل بود. تعداد ۱۵ خورشیدگرفتگی نیز از نوع هیبرید بود.
بیش‌ترین تعداد خورشیدگرفتگی در یک سال، مربوط به سال ۱۸۰۵ میلادی بود که ۵ خورشیدگرفتگی اتفاق افتاد و بیشترین آمار مربوط به تعداد گرفت‌ها در یک ماه، مربوط به ماه‌های ژانویه ۱۸۰۵ و دسامبر ۱۸۸۰ بود که در هر ماه ۲ خورشیدگرفتگی مشاهده شد.

## جدول
جدول زیر دارای اطلاعاتی همچون تاریخ و زمان گرفتگی، نوع، مدت و مشخصات فنی خورشیدگرفتگی‌ها است.
| نام                          | نوع    | زمان     | تاریخ           | طول                 |
| خورشیدگرفتگی ۱۴ مارس ۱۸۰۱    | جزئی   | ۱۵:۴۵:۳۵ | ۱۴ مارس ۱۸۰۱    |                     |
| خورشیدگرفتگی ۱۳ آوریل ۱۸۰۱   | جزئی   | ۴:۰۸:۰۶  | ۱۳ آوریل ۱۸۰۱   |                     |
| خورشیدگرفتگی ۸ سپتامبر ۱۸۰۱  | جزئی   | ۵:۵۴:۴۰  | ۸ سپتامبر ۱۸۰۱  |                     |
| خورشیدگرفتگی ۷ اکتبر ۱۸۰۱    | جزئی   | ۱۹:۴۲:۳۴ | ۷ اکتبر ۱۸۰۱    |                     |
| خورشیدگرفتگی ۴ مارس ۱۸۰۲     | کلی    | ۵:۱۴:۲۹  | ۴ مارس ۱۸۰۲     | ۰۳ دقیقه و ۰۲ ثانیه |
| خورشیدگرفتگی ۲۸ اوت ۱۸۰۲     | حلقه‌ای | ۷:۱۲:۰۰  | ۲۸ اوت ۱۸۰۲     | ۰۵ دقیقه و ۳۵ ثانیه |
| خورشیدگرفتگی ۲۱ فوریه ۱۸۰۳   | کلی    | ۲۱:۱۸:۴۶ | ۲۱ فوریه ۱۸۰۳   | ۰۴ دقیقه و ۰۹ ثانیه |
| خورشیدگرفتگی ۱۷ اوت ۱۸۰۳     | حلقه‌ای | ۸:۲۵:۰۳  | ۱۷ اوت ۱۸۰۳     | ۰۳ دقیقه و ۴۷ ثانیه |
| خورشیدگرفتگی ۱۱ فوریه ۱۸۰۴   | دوگانه | ۱۱:۱۶:۳۳ | ۱۱ فوریه ۱۸۰۴   | ۰۰ دقیقه و ۰۰ ثانیه |
| خورشیدگرفتگی ۵ اوت ۱۸۰۴      | کلی    | ۱۵:۵۷:۱۳ | ۵ اوت ۱۸۰۴      | ۰۱ دقیقه و ۲۰ ثانیه |
| خورشیدگرفتگی ۱ ژانویه ۱۸۰۵   | جزئی   | ۱:۱۴:۵۷  | ۱ ژانویه ۱۸۰۵   |                     |
| خورشیدگرفتگی ۳۰ ژانویه ۱۸۰۵  | جزئی   | ۱۸:۵۷:۰۱ | ۳۰ ژانویه ۱۸۰۵  |                     |
| خورشیدگرفتگی ۲۶ ژوئن ۱۸۰۵    | جزئی   | ۲۳:۲۷:۴۰ | ۲۶ ژوئن ۱۸۰۵    |                     |
| خورشیدگرفتگی ۲۶ ژوئیه ۱۸۰۵   | جزئی   | ۶:۱۴:۱۹  | ۲۶ ژوئیه ۱۸۰۵   |                     |
| خورشیدگرفتگی ۲۱ دسامبر ۱۸۰۵  | حلقه‌ای | ۰:۱۷:۳۸  | ۲۱ دسامبر ۱۸۰۵  | ۰۶ دقیقه و ۲۷ ثانیه |
| خورشیدگرفتگی ۱۶ ژوئن ۱۸۰۶    | کلی    | ۱۶:۲۴:۲۷ | ۱۶ ژوئن ۱۸۰۶    | ۰۴ دقیقه و ۵۵ ثانیه |
| خورشیدگرفتگی ۱۰ دسامبر ۱۸۰۶  | حلقه‌ای | ۲:۱۹:۴۰  | ۱۰ دسامبر ۱۸۰۶  | ۰۴ دقیقه و ۳۲ ثانیه |
| خورشیدگرفتگی ۶ ژوئن ۱۸۰۷     | دوگانه | ۵:۱۸:۳۱  | ۶ ژوئن ۱۸۰۷     | ۰۰ دقیقه و ۳۸ ثانیه |
| خورشیدگرفتگی ۲۹ نوامبر ۱۸۰۷  | دوگانه | ۱۱:۴۲:۰۹ | ۲۹ نوامبر ۱۸۰۷  | ۰۱ دقیقه و ۲۶ ثانیه |
| خورشیدگرفتگی ۲۵ مه ۱۸۰۸      | جزئی   | ۱۱:۰۲:۳۵ | ۲۵ مه ۱۸۰۸      |                     |
| خورشیدگرفتگی ۱۹ اکتبر ۱۸۰۸   | جزئی   | ۱۶:۵۵:۳۰ | ۱۹ اکتبر ۱۸۰۸   |                     |
| خورشیدگرفتگی ۱۸ نوامبر ۱۸۰۸  | جزئی   | ۲:۳۰:۰۳  | ۱۸ نوامبر ۱۸۰۸  |                     |
| خورشیدگرفتگی ۱۴ آوریل ۱۸۰۹   | حلقه‌ای | ۲۰:۰۷:۱۱ | ۱۴ آوریل ۱۸۰۹   | ۰۴ دقیقه و ۳۵ ثانیه |
| خورشیدگرفتگی ۹ اکتبر ۱۸۰۹    | کلی    | ۷:۳۸:۴۲  | ۹ اکتبر ۱۸۰۹    | ۰۱ دقیقه و ۰۲ ثانیه |
| خورشیدگرفتگی ۴ آوریل ۱۸۱۰    | حلقه‌ای | ۱:۴۱:۱۹  | ۴ آوریل ۱۸۱۰    | ۰۰ دقیقه و ۲۱ ثانیه |
| خورشیدگرفتگی ۲۸ سپتامبر ۱۸۱۰ | حلقه‌ای | ۱۶:۳۷:۲۵ | ۲۸ سپتامبر ۱۸۱۰ | ۰۳ دقیقه و ۴۵ ثانیه |
| خورشیدگرفتگی ۲۴ مارس ۱۸۱۱    | کلی    | ۱۴:۱۲:۱۳ | ۲۴ مارس ۱۸۱۱    | ۰۳ دقیقه و ۲۷ ثانیه |
| خورشیدگرفتگی ۱۷ سپتامبر ۱۸۱۱ | حلقه‌ای | ۱۸:۴۳:۴۵ | ۱۷ سپتامبر ۱۸۱۱ | ۰۶ دقیقه و ۵۱ ثانیه |
| خورشیدگرفتگی ۱۲ فوریه ۱۸۱۲   | جزئی   | ۲۰:۲۸:۴۰ | ۱۲ فوریه ۱۸۱۲   |                     |
| خورشیدگرفتگی ۱۳ مارس ۱۸۱۲    | جزئی   | ۶:۱۹:۳۱  | ۱۳ مارس ۱۸۱۲    |                     |
| خورشیدگرفتگی ۷ اوت ۱۸۱۲      | جزئی   | ۵:۱۵:۵۰  | ۷ اوت ۱۸۱۲      |                     |
| خورشیدگرفتگی ۵ سپتامبر ۱۸۱۲  | جزئی   | ۱۹:۰۴:۱۰ | ۵ سپتامبر ۱۸۱۲  |                     |
| خورشیدگرفتگی ۱ فوریه ۱۸۱۳    | حلقه‌ای | ۸:۵۸:۲۷  | ۱ فوریه ۱۸۱۳    | ۰۱ دقیقه و ۵۳ ثانیه |
| خورشیدگرفتگی ۲۷ ژوئیه ۱۸۱۳   | کلی    | ۱۴:۵۵:۳۵ | ۲۷ ژوئیه ۱۸۱۳   | ۰۳ دقیقه و ۲۷ ثانیه |
| خورشیدگرفتگی ۲۱ ژانویه ۱۸۱۴  | حلقه‌ای | ۱۴:۲۴:۴۷ | ۲۱ ژانویه ۱۸۱۴  | ۰۸ دقیقه و ۲۸ ثانیه |
| خورشیدگرفتگی ۱۷ ژوئیه ۱۸۱۴   | کلی    | ۶:۳۰:۲۹  | ۱۷ ژوئیه ۱۸۱۴   | ۰۶ دقیقه و ۳۳ ثانیه |
| خورشیدگرفتگی ۱۰ ژانویه ۱۸۱۵  | حلقه‌ای | ۱۳:۵۷:۰۶ | ۱۰ ژانویه ۱۸۱۵  | ۰۷ دقیقه و ۵۵ ثانیه |
| خورشیدگرفتگی ۶ ژوئیه ۱۸۱۵    | کلی    | ۲۳:۴۳:۰۷ | ۶ ژوئیه ۱۸۱۵    | ۰۳ دقیقه و ۱۳ ثانیه |
| خورشیدگرفتگی ۳۰ دسامبر ۱۸۱۵  | جزئی   | ۱۴:۳۸:۳۹ | ۳۰ دسامبر ۱۸۱۵  |                     |
| خورشیدگرفتگی ۲۷ مه ۱۸۱۶      | حلقه‌ای | ۳:۱۳:۲۴  | ۲۷ مه ۱۸۱۶      | ۰۱ دقیقه و ۵۴ ثانیه |
| خورشیدگرفتگی ۱۹ نوامبر ۱۸۱۶  | کلی    | ۱۰:۱۷:۲۳ | ۱۹ نوامبر ۱۸۱۶  | ۰۲ دقیقه و ۰۰ ثانیه |
| خورشیدگرفتگی ۱۶ مه ۱۸۱۷      | حلقه‌ای | ۶:۵۸:۱۴  | ۱۶ مه ۱۸۱۷      | ۰۶ دقیقه و ۳۰ ثانیه |
| خورشیدگرفتگی ۹ نوامبر ۱۸۱۷   | کلی    | ۱:۵۳:۵۳  | ۹ نوامبر ۱۸۱۷   | ۰۴ دقیقه و ۴۲ ثانیه |
| خورشیدگرفتگی ۵ مه ۱۸۱۸       | حلقه‌ای | ۷:۱۵:۴۹  | ۵ مه ۱۸۱۸       | ۰۵ دقیقه و ۰۵ ثانیه |
| خورشیدگرفتگی ۲۹ اکتبر ۱۸۱۸   | کلی    | ۱۷:۰۷:۱۰ | ۲۹ اکتبر ۱۸۱۸   | ۰۱ دقیقه و ۵۱ ثانیه |
| خورشیدگرفتگی ۲۵ مارس ۱۸۱۹    | جزئی   | ۲۳:۴۴:۳۰ | ۲۵ مارس ۱۸۱۹    |                     |
| خورشیدگرفتگی ۲۴ آوریل ۱۸۱۹   | جزئی   | ۱۱:۳۱:۵۹ | ۲۴ آوریل ۱۸۱۹   |                     |
| خورشیدگرفتگی ۱۹ سپتامبر ۱۸۱۹ | جزئی   | ۱۳:۰۳:۴۷ | ۱۹ سپتامبر ۱۸۱۹ |                     |
| خورشیدگرفتگی ۱۹ اکتبر ۱۸۱۹   | جزئی   | ۳:۲۷:۱۷  | ۱۹ اکتبر ۱۸۱۹   |                     |
| خورشیدگرفتگی ۱۴ مارس ۱۸۲۰    | کلی    | ۱۳:۳۷:۱۵ | ۱۴ مارس ۱۸۲۰    | ۰۳ دقیقه و ۲۰ ثانیه |
| خورشیدگرفتگی ۷ سپتامبر ۱۸۲۰  | حلقه‌ای | ۱۳:۵۹:۵۸ | ۷ سپتامبر ۱۸۲۰  | ۰۵ دقیقه و ۴۹ ثانیه |
| خورشیدگرفتگی ۴ مارس ۱۸۲۱     | کلی    | ۵:۵۰:۱۳  | ۴ مارس ۱۸۲۱     | ۰۴ دقیقه و ۱۴ ثانیه |
| خورشیدگرفتگی ۲۷ اوت ۱۸۲۱     | حلقه‌ای | ۱۵:۱۹:۴۲ | ۲۷ اوت ۱۸۲۱     | ۰۳ دقیقه و ۳۸ ثانیه |
| خورشیدگرفتگی ۲۱ فوریه ۱۸۲۲   | حلقه‌ای | ۱۹:۴۰:۴۰ | ۲۱ فوریه ۱۸۲۲   | ۰۰ دقیقه و ۰۲ ثانیه |
| خورشیدگرفتگی ۱۶ اوت ۱۸۲۲     | کلی    | ۲۳:۱۴:۳۴ | ۱۶ اوت ۱۸۲۲     | ۰۱ دقیقه و ۳۵ ثانیه |
| خورشیدگرفتگی ۱۲ ژانویه ۱۸۲۳  | جزئی   | ۹:۲۰:۱۲  | ۱۲ ژانویه ۱۸۲۳  |                     |
| خورشیدگرفتگی ۱۱ فوریه ۱۸۲۳   | جزئی   | ۳:۰۳:۰۲  | ۱۱ فوریه ۱۸۲۳   |                     |
| خورشیدگرفتگی ۸ ژوئیه ۱۸۲۳    | جزئی   | ۶:۵۶:۲۸  | ۸ ژوئیه ۱۸۲۳    |                     |
| خورشیدگرفتگی ۶ اوت ۱۸۲۳      | جزئی   | ۱۳:۴۵:۴۲ | ۶ اوت ۱۸۲۳      |                     |
| خورشیدگرفتگی ۱ ژانویه ۱۸۲۴   | حلقه‌ای | ۸:۲۱:۰۹  | ۱ ژانویه ۱۸۲۴   | ۰۶ دقیقه و ۲۱ ثانیه |
| خورشیدگرفتگی ۲۶ ژوئن ۱۸۲۴    | کلی    | ۲۳:۴۶:۳۳ | ۲۶ ژوئن ۱۸۲۴    | ۰۴ دقیقه و ۳۱ ثانیه |
| خورشیدگرفتگی ۲۰ دسامبر ۱۸۲۴  | حلقه‌ای | ۱۰:۴۰:۳۶ | ۲۰ دسامبر ۱۸۲۴  | ۰۴ دقیقه و ۱۵ ثانیه |
| خورشیدگرفتگی ۱۶ ژوئن ۱۸۲۵    | دوگانه | ۱۲:۱۹:۰۳ | ۱۶ ژوئن ۱۸۲۵    | ۰۰ دقیقه و ۲۵ ثانیه |
| خورشیدگرفتگی ۹ دسامبر ۱۸۲۵   | دوگانه | ۲۰:۲۱:۴۵ | ۹ دسامبر ۱۸۲۵   | ۰۱ دقیقه و ۳۴ ثانیه |
| خورشیدگرفتگی ۵ ژوئن ۱۸۲۶     | جزئی   | ۱۷:۳۹:۰۵ | ۵ ژوئن ۱۸۲۶     |                     |
| خورشیدگرفتگی ۳۱ اکتبر ۱۸۲۶   | جزئی   | ۱:۲۰:۳۹  | ۳۱ اکتبر ۱۸۲۶   |                     |
| خورشیدگرفتگی ۲۹ نوامبر ۱۸۲۶  | جزئی   | ۱۱:۱۴:۰۸ | ۲۹ نوامبر ۱۸۲۶  |                     |
| خورشیدگرفتگی ۲۶ آوریل ۱۸۲۷   | حلقه‌ای | ۳:۱۱:۱۴  | ۲۶ آوریل ۱۸۲۷   | ۰۳ دقیقه و ۵۳ ثانیه |
| خورشیدگرفتگی ۲۰ اکتبر ۱۸۲۷   | دوگانه | ۱۵:۴۲:۰۵ | ۲۰ اکتبر ۱۸۲۷   | ۰۰ دقیقه و ۳۰ ثانیه |
| خورشیدگرفتگی ۱۴ آوریل ۱۸۲۸   | دوگانه | ۹:۱۹:۳۸  | ۱۴ آوریل ۱۸۲۸   | ۰۰ دقیقه و ۱۸ ثانیه |
| خورشیدگرفتگی ۹ اکتبر ۱۸۲۸    | حلقه‌ای | ۰:۰۷:۴۷  | ۹ اکتبر ۱۸۲۸    | ۰۴ دقیقه و ۲۶ ثانیه |
| خورشیدگرفتگی ۳ آوریل ۱۸۲۹    | کلی    | ۲۲:۱۸:۳۶ | ۳ آوریل ۱۸۲۹    | ۰۴ دقیقه و ۰۵ ثانیه |
| خورشیدگرفتگی ۲۸ سپتامبر ۱۸۲۹ | حلقه‌ای | ۱:۴۶:۵۳  | ۲۸ سپتامبر ۱۸۲۹ | ۰۷ دقیقه و ۴۳ ثانیه |
| خورشیدگرفتگی ۲۳ فوریه ۱۸۳۰   | جزئی   | ۵:۰۴:۱۳  | ۲۳ فوریه ۱۸۳۰   |                     |
| خورشیدگرفتگی ۲۴ مارس ۱۸۳۰    | جزئی   | ۱۴:۳۸:۴۳ | ۲۴ مارس ۱۸۳۰    |                     |
| خورشیدگرفتگی ۱۸ اوت ۱۸۳۰     | جزئی   | ۱۲:۱۳:۳۵ | ۱۸ اوت ۱۸۳۰     |                     |
| خورشیدگرفتگی ۱۷ سپتامبر ۱۸۳۰ | جزئی   | ۲:۰۸:۱۲  | ۱۷ سپتامبر ۱۸۳۰ |                     |
| خورشیدگرفتگی ۱۲ فوریه ۱۸۳۱   | حلقه‌ای | ۱۷:۲۱:۴۵ | ۱۲ فوریه ۱۸۳۱   | ۰۱ دقیقه و ۵۷ ثانیه |
| خورشیدگرفتگی ۷ اوت ۱۸۳۱      | کلی    | ۲۲:۱۵:۵۹ | ۷ اوت ۱۸۳۱      | ۰۳ دقیقه و ۲۰ ثانیه |
| خورشیدگرفتگی ۱ فوریه ۱۸۳۲    | حلقه‌ای | ۲۲:۳۰:۱۴ | ۱ فوریه ۱۸۳۲    | ۰۸ دقیقه و ۳۵ ثانیه |
| خورشیدگرفتگی ۲۷ ژوئیه ۱۸۳۲   | کلی    | ۱۴:۰۱:۰۶ | ۲۷ ژوئیه ۱۸۳۲   | ۰۶ دقیقه و ۴۶ ثانیه |
| خورشیدگرفتگی ۲۰ ژانویه ۱۸۳۳  | حلقه‌ای | ۲۱:۵۶:۵۵ | ۲۰ ژانویه ۱۸۳۳  | ۰۷ دقیقه و ۵۹ ثانیه |
| خورشیدگرفتگی ۱۷ ژوئیه ۱۸۳۳   | کلی    | ۷:۰۸:۰۲  | ۱۷ ژوئیه ۱۸۳۳   | ۰۳ دقیقه و ۲۹ ثانیه |
| خورشیدگرفتگی ۹ ژانویه ۱۸۳۴   | جزئی   | ۲۲:۵۵:۳۱ | ۹ ژانویه ۱۸۳۴   |                     |
| خورشیدگرفتگی ۷ ژوئن ۱۸۳۴     | جزئی   | ۱۰:۰۸:۳۸ | ۷ ژوئن ۱۸۳۴     |                     |
| خورشیدگرفتگی ۳۰ نوامبر ۱۸۳۴  | کلی    | ۱۸:۵۶:۳۵ | ۳۰ نوامبر ۱۸۳۴  | ۰۲ دقیقه و ۰۲ ثانیه |
| خورشیدگرفتگی ۲۷ مه ۱۸۳۵      | حلقه‌ای | ۱۳:۳۵:۴۲ | ۲۷ مه ۱۸۳۵      | ۰۶ دقیقه و ۴۴ ثانیه |
| خورشیدگرفتگی ۲۰ نوامبر ۱۸۳۵  | کلی    | ۱۰:۳۱:۵۸ | ۲۰ نوامبر ۱۸۳۵  | ۰۴ دقیقه و ۳۵ ثانیه |
| خورشیدگرفتگی ۱۵ مه ۱۸۳۶      | حلقه‌ای | ۱۴:۰۱:۳۹ | ۱۵ مه ۱۸۳۶      | ۰۴ دقیقه و ۴۷ ثانیه |
| خورشیدگرفتگی ۹ نوامبر ۱۸۳۶   | کلی    | ۱:۲۹:۲۶  | ۹ نوامبر ۱۸۳۶   | ۰۱ دقیقه و ۲۸ ثانیه |
| خورشیدگرفتگی ۵ آوریل ۱۸۳۷    | جزئی   | ۷:۳۵:۳۰  | ۵ آوریل ۱۸۳۷    |                     |
| خورشیدگرفتگی ۴ مه ۱۸۳۷       | جزئی   | ۱۸:۴۸:۲۸ | ۴ مه ۱۸۳۷       |                     |
| خورشیدگرفتگی ۲۹ اکتبر ۱۸۳۷   | جزئی   | ۱۱:۱۹:۲۴ | ۲۹ اکتبر ۱۸۳۷   |                     |
| خورشیدگرفتگی ۲۵ مارس ۱۸۳۸    | کلی    | ۲۱:۵۲:۱۶ | ۲۵ مارس ۱۸۳۸    | ۰۳ دقیقه و ۳۹ ثانیه |
| خورشیدگرفتگی ۱۸ سپتامبر ۱۸۳۸ | حلقه‌ای | ۲۰:۵۵:۵۶ | ۱۸ سپتامبر ۱۸۳۸ | ۰۶ دقیقه و ۰۶ ثانیه |
| خورشیدگرفتگی ۱۵ مارس ۱۸۳۹    | کلی    | ۱۴:۱۳:۴۲ | ۱۵ مارس ۱۸۳۹    | ۰۴ دقیقه و ۲۰ ثانیه |
| خورشیدگرفتگی ۷ سپتامبر ۱۸۳۹  | حلقه‌ای | ۲۲:۲۳:۲۶ | ۷ سپتامبر ۱۸۳۹  | ۰۳ دقیقه و ۳۴ ثانیه |
| خورشیدگرفتگی ۴ مارس ۱۸۴۰     | حلقه‌ای | ۳:۵۸:۲۲  | ۴ مارس ۱۸۴۰     | ۰۰ دقیقه و ۰۳ ثانیه |
| خورشیدگرفتگی ۲۷ اوت ۱۸۴۰     | کلی    | ۶:۳۷:۳۲  | ۲۷ اوت ۱۸۴۰     | ۰۱ دقیقه و ۴۵ ثانیه |
| خورشیدگرفتگی ۲۲ ژانویه ۱۸۴۱  | جزئی   | ۱۷:۲۴:۱۶ | ۲۲ ژانویه ۱۸۴۱  |                     |
| خورشیدگرفتگی ۲۱ فوریه ۱۸۴۱   | جزئی   | ۱۱:۰۳:۵۶ | ۲۱ فوریه ۱۸۴۱   |                     |
| خورشیدگرفتگی ۱۸ ژوئیه ۱۸۴۱   | جزئی   | ۱۴:۲۵:۱۴ | ۱۸ ژوئیه ۱۸۴۱   |                     |
| خورشیدگرفتگی ۱۶ اوت ۱۸۴۱     | جزئی   | ۲۱:۲۰:۲۴ | ۱۶ اوت ۱۸۴۱     |                     |
| خورشیدگرفتگی ۱۱ ژانویه ۱۸۴۲  | حلقه‌ای | ۱۶:۲۵:۴۱ | ۱۱ ژانویه ۱۸۴۲  | ۰۶ دقیقه و ۱۵ ثانیه |
| خورشیدگرفتگی ۸ ژوئیه ۱۸۴۲    | کلی    | ۷:۰۶:۲۷  | ۸ ژوئیه ۱۸۴۲    | ۰۴ دقیقه و ۰۵ ثانیه |
| خورشیدگرفتگی ۳۱ دسامبر ۱۸۴۲  | حلقه‌ای | ۱۹:۰۴:۲۴ | ۳۱ دسامبر ۱۸۴۲  | ۰۳ دقیقه و ۵۴ ثانیه |
| خورشیدگرفتگی ۲۷ ژوئن ۱۸۴۳    | دوگانه | ۱۹:۱۷:۰۳ | ۲۷ ژوئن ۱۸۴۳    | ۰۰ دقیقه و ۰۷ ثانیه |
| خورشیدگرفتگی ۲۱ دسامبر ۱۸۴۳  | کلی    | ۵:۰۳:۲۶  | ۲۱ دسامبر ۱۸۴۳  | ۰۱ دقیقه و ۴۳ ثانیه |
| خورشیدگرفتگی ۱۶ ژوئن ۱۸۴۴    | جزئی   | ۰:۱۳:۲۲  | ۱۶ ژوئن ۱۸۴۴    |                     |
| خورشیدگرفتگی ۱۰ نوامبر ۱۸۴۴  | جزئی   | ۹:۵۱:۴۵  | ۱۰ نوامبر ۱۸۴۴  |                     |
| خورشیدگرفتگی ۹ دسامبر ۱۸۴۴   | جزئی   | ۲۰:۰۱:۳۹ | ۹ دسامبر ۱۸۴۴   |                     |
| خورشیدگرفتگی ۶ مه ۱۸۴۵       | حلقه‌ای | ۱۰:۰۹:۰۰ | ۶ مه ۱۸۴۵       | ۰۳ دقیقه و ۱۵ ثانیه |
| خورشیدگرفتگی ۳۰ اکتبر ۱۸۴۵   | دوگانه | ۲۳:۵۱:۵۸ | ۳۰ اکتبر ۱۸۴۵   | ۰۰ دقیقه و ۰۲ ثانیه |
| خورشیدگرفتگی ۲۵ آوریل ۱۸۴۶   | دوگانه | ۱۶:۵۰:۳۰ | ۲۵ آوریل ۱۸۴۶   | ۰۰ دقیقه و ۵۳ ثانیه |
| خورشیدگرفتگی ۲۰ اکتبر ۱۸۴۶   | حلقه‌ای | ۷:۴۶:۱۲  | ۲۰ اکتبر ۱۸۴۶   | ۰۵ دقیقه و ۰۵ ثانیه |
| خورشیدگرفتگی ۱۵ آوریل ۱۸۴۷   | کلی    | ۶:۱۶:۱۳  | ۱۵ آوریل ۱۸۴۷   | ۰۴ دقیقه و ۴۴ ثانیه |
| خورشیدگرفتگی ۹ اکتبر ۱۸۴۷    | حلقه‌ای | ۹:۰۰:۲۳  | ۹ اکتبر ۱۸۴۷    | ۰۸ دقیقه و ۳۵ ثانیه |
| خورشیدگرفتگی ۵ مارس ۱۸۴۸     | جزئی   | ۱۳:۳۱:۳۵ | ۵ مارس ۱۸۴۸     |                     |
| خورشیدگرفتگی ۳ آوریل ۱۸۴۸    | جزئی   | ۲۲:۴۹:۰۷ | ۳ آوریل ۱۸۴۸    |                     |
| خورشیدگرفتگی ۲۸ اوت ۱۸۴۸     | جزئی   | ۱۹:۱۸:۲۲ | ۲۸ اوت ۱۸۴۸     |                     |
| خورشیدگرفتگی ۲۷ سپتامبر ۱۸۴۸ | جزئی   | ۹:۲۱:۱۹  | ۲۷ سپتامبر ۱۸۴۸ |                     |
| خورشیدگرفتگی ۲۳ فوریه ۱۸۴۹   | حلقه‌ای | ۱:۳۸:۰۹  | ۲۳ فوریه ۱۸۴۹   | ۰۱ دقیقه و ۵۸ ثانیه |
| خورشیدگرفتگی ۱۸ اوت ۱۸۴۹     | کلی    | ۵:۴۰:۴۹  | ۱۸ اوت ۱۸۴۹     | ۰۳ دقیقه و ۰۷ ثانیه |
| خورشیدگرفتگی ۱۲ فوریه ۱۸۵۰   | حلقه‌ای | ۶:۲۹:۳۷  | ۱۲ فوریه ۱۸۵۰   | ۰۸ دقیقه و ۳۵ ثانیه |
| خورشیدگرفتگی ۷ اوت ۱۸۵۰      | کلی    | ۲۱:۳۳:۵۴ | ۷ اوت ۱۸۵۰      | ۰۶ دقیقه و ۵۰ ثانیه |
| خورشیدگرفتگی ۱ فوریه ۱۸۵۱    | حلقه‌ای | ۵:۵۴:۲۷  | ۱ فوریه ۱۸۵۱    | ۰۸ دقیقه و ۰۱ ثانیه |
| خورشیدگرفتگی ۲۸ ژوئیه ۱۸۵۱   | کلی    | ۱۴:۳۳:۴۲ | ۲۸ ژوئیه ۱۸۵۱   | ۰۳ دقیقه و ۴۱ ثانیه |
| خورشیدگرفتگی ۲۱ ژانویه ۱۸۵۲  | جزئی   | ۷:۱۲:۱۶  | ۲۱ ژانویه ۱۸۵۲  |                     |
| خورشیدگرفتگی ۱۷ ژوئن ۱۸۵۲    | جزئی   | ۱۶:۵۹:۵۰ | ۱۷ ژوئن ۱۸۵۲    |                     |
| خورشیدگرفتگی ۱۱ دسامبر ۱۸۵۲  | کلی    | ۳:۴۰:۴۴  | ۱۱ دسامبر ۱۸۵۲  | ۰۲ دقیقه و ۰۵ ثانیه |
| خورشیدگرفتگی ۶ ژوئن ۱۸۵۳     | حلقه‌ای | ۲۰:۰۷:۲۱ | ۶ ژوئن ۱۸۵۳     | ۰۶ دقیقه و ۵۹ ثانیه |
| خورشیدگرفتگی ۳۰ نوامبر ۱۸۵۳  | کلی    | ۱۹:۱۵:۳۹ | ۳۰ نوامبر ۱۸۵۳  | ۰۴ دقیقه و ۲۸ ثانیه |
| خورشیدگرفتگی ۲۶ مه ۱۸۵۴      | حلقه‌ای | ۲۰:۴۲:۵۳ | ۲۶ مه ۱۸۵۴      | ۰۴ دقیقه و ۳۲ ثانیه |
| خورشیدگرفتگی ۲۰ نوامبر ۱۸۵۴  | دوگانه | ۹:۵۶:۵۸  | ۲۰ نوامبر ۱۸۵۴  | ۰۱ دقیقه و ۰۷ ثانیه |
| خورشیدگرفتگی ۱۶ مه ۱۸۵۵      | جزئی   | ۲:۰۱:۱۲  | ۱۶ مه ۱۸۵۵      |                     |
| خورشیدگرفتگی ۹ نوامبر ۱۸۵۵   | جزئی   | ۱۹:۱۷:۵۱ | ۹ نوامبر ۱۸۵۵   |                     |
| خورشیدگرفتگی ۵ آوریل ۱۸۵۶    | کلی    | ۶:۰۱:۰۱  | ۵ آوریل ۱۸۵۶    | ۰۳ دقیقه و ۵۶ ثانیه |
| خورشیدگرفتگی ۲۹ سپتامبر ۱۸۵۶ | حلقه‌ای | ۳:۵۹:۴۴  | ۲۹ سپتامبر ۱۸۵۶ | ۰۶ دقیقه و ۲۱ ثانیه |
| خورشیدگرفتگی ۲۵ مارس ۱۸۵۷    | کلی    | ۲۲:۲۹:۳۸ | ۲۵ مارس ۱۸۵۷    | ۰۴ دقیقه و ۲۸ ثانیه |
| خورشیدگرفتگی ۱۸ سپتامبر ۱۸۵۷ | حلقه‌ای | ۵:۳۶:۰۵  | ۱۸ سپتامبر ۱۸۵۷ | ۰۳ دقیقه و ۳۴ ثانیه |
| خورشیدگرفتگی ۱۵ مارس ۱۸۵۸    | حلقه‌ای | ۱۲:۰۵:۲۸ | ۱۵ مارس ۱۸۵۸    | ۰۰ دقیقه و ۰۲ ثانیه |
| خورشیدگرفتگی ۷ سپتامبر ۱۸۵۸  | کلی    | ۱۴:۰۹:۲۹ | ۷ سپتامبر ۱۸۵۸  | ۰۱ دقیقه و ۵۰ ثانیه |
| خورشیدگرفتگی ۳ فوریه ۱۸۵۹    | جزئی   | ۱:۲۲:۴۲  | ۳ فوریه ۱۸۵۹    |                     |
| خورشیدگرفتگی ۴ مارس ۱۸۵۹     | جزئی   | ۱۸:۵۴:۴۹ | ۴ مارس ۱۸۵۹     |                     |
| خورشیدگرفتگی ۲۹ ژوئیه ۱۸۵۹   | جزئی   | ۲۱:۵۶:۵۷ | ۲۹ ژوئیه ۱۸۵۹   |                     |
| خورشیدگرفتگی ۲۸ اوت ۱۸۵۹     | جزئی   | ۵:۰۲:۰۰  | ۲۸ اوت ۱۸۵۹     |                     |
| خورشیدگرفتگی ۲۳ ژانویه ۱۸۶۰  | حلقه‌ای | ۰:۲۷:۳۱  | ۲۳ ژانویه ۱۸۶۰  | ۰۶ دقیقه و ۰۷ ثانیه |
| خورشیدگرفتگی ۱۸ ژوئیه ۱۸۶۰   | کلی    | ۱۴:۲۶:۲۴ | ۱۸ ژوئیه ۱۸۶۰   | ۰۳ دقیقه و ۳۹ ثانیه |
| خورشیدگرفتگی ۱۱ ژانویه ۱۸۶۱  | حلقه‌ای | ۳:۲۹:۲۳  | ۱۱ ژانویه ۱۸۶۱  | ۰۳ دقیقه و ۳۰ ثانیه |
| خورشیدگرفتگی ۸ ژوئیه ۱۸۶۱    | حلقه‌ای | ۲:۱۰:۲۶  | ۸ ژوئیه ۱۸۶۱    | ۰۰ دقیقه و ۱۴ ثانیه |
| خورشیدگرفتگی ۳۱ دسامبر ۱۸۶۱  | کلی    | ۱۳:۴۹:۰۶ | ۳۱ دسامبر ۱۸۶۱  | ۰۱ دقیقه و ۵۵ ثانیه |
| خورشیدگرفتگی ۲۷ ژوئن ۱۸۶۲    | جزئی   | ۶:۴۲:۲۱  | ۲۷ ژوئن ۱۸۶۲    |                     |
| خورشیدگرفتگی ۲۱ نوامبر ۱۸۶۲  | جزئی   | ۱۸:۲۹:۴۸ | ۲۱ نوامبر ۱۸۶۲  |                     |
| خورشیدگرفتگی ۲۱ دسامبر ۱۸۶۲  | جزئی   | ۴:۵۳:۰۳  | ۲۱ دسامبر ۱۸۶۲  |                     |
| خورشیدگرفتگی ۱۷ مه ۱۸۶۳      | جزئی   | ۱۷:۰۰:۴۵ | ۱۷ مه ۱۸۶۳      |                     |
| خورشیدگرفتگی ۱۱ نوامبر ۱۸۶۳  | حلقه‌ای | ۸:۰۹:۰۳  | ۱۱ نوامبر ۱۸۶۳  | ۰۰ دقیقه و ۲۲ ثانیه |
| خورشیدگرفتگی ۶ مه ۱۸۶۴       | دوگانه | ۰:۱۶:۴۸  | ۶ مه ۱۸۶۴       | ۰۱ دقیقه و ۲۵ ثانیه |
| خورشیدگرفتگی ۳۰ اکتبر ۱۸۶۴   | حلقه‌ای | ۱۵:۳۰:۳۱ | ۳۰ اکتبر ۱۸۶۴   | ۰۵ دقیقه و ۴۱ ثانیه |
| خورشیدگرفتگی ۲۵ آوریل ۱۸۶۵   | کلی    | ۱۴:۰۸:۳۴ | ۲۵ آوریل ۱۸۶۵   | ۰۵ دقیقه و ۲۳ ثانیه |
| خورشیدگرفتگی ۱۹ اکتبر ۱۸۶۵   | حلقه‌ای | ۱۶:۲۱:۱۴ | ۱۹ اکتبر ۱۸۶۵   | ۰۹ دقیقه و ۲۷ ثانیه |
| خورشیدگرفتگی ۱۶ مارس ۱۸۶۶    | جزئی   | ۲۱:۵۱:۲۵ | ۱۶ مارس ۱۸۶۶    |                     |
| خورشیدگرفتگی ۱۵ آوریل ۱۸۶۶   | جزئی   | ۶:۵۱:۴۰  | ۱۵ آوریل ۱۸۶۶   |                     |
| خورشیدگرفتگی ۸ اکتبر ۱۸۶۶    | جزئی   | ۱۶:۴۴:۲۲ | ۸ اکتبر ۱۸۶۶    |                     |
| خورشیدگرفتگی ۶ مارس ۱۸۶۷     | حلقه‌ای | ۹:۴۶:۴۸  | ۶ مارس ۱۸۶۷     | ۰۱ دقیقه و ۵۷ ثانیه |
| خورشیدگرفتگی ۲۹ اوت ۱۸۶۷     | کلی    | ۱۳:۱۳:۰۷ | ۲۹ اوت ۱۸۶۷     | ۰۲ دقیقه و ۵۱ ثانیه |
| خورشیدگرفتگی ۲۳ فوریه ۱۸۶۸   | حلقه‌ای | ۱۴:۲۱:۳۱ | ۲۳ فوریه ۱۸۶۸   | ۰۸ دقیقه و ۳۰ ثانیه |
| خورشیدگرفتگی ۱۸ اوت ۱۸۶۸     | کلی    | ۵:۱۲:۱۰  | ۱۸ اوت ۱۸۶۸     | ۰۶ دقیقه و ۴۷ ثانیه |
| خورشیدگرفتگی ۱۱ فوریه ۱۸۶۹   | حلقه‌ای | ۱۳:۴۶:۳۹ | ۱۱ فوریه ۱۸۶۹   | ۰۸ دقیقه و ۰۲ ثانیه |
| خورشیدگرفتگی ۷ اوت ۱۸۶۹      | کلی    | ۲۲:۰۱:۰۵ | ۷ اوت ۱۸۶۹      | ۰۳ دقیقه و ۴۸ ثانیه |
| خورشیدگرفتگی ۳۱ ژانویه ۱۸۷۰  | جزئی   | ۱۵:۲۶:۲۵ | ۳۱ ژانویه ۱۸۷۰  |                     |
| خورشیدگرفتگی ۲۸ ژوئن ۱۸۷۰    | جزئی   | ۲۳:۴۶:۴۳ | ۲۸ ژوئن ۱۸۷۰    |                     |
| خورشیدگرفتگی ۲۸ ژوئیه ۱۸۷۰   | جزئی   | ۱۱:۰۲:۳۱ | ۲۸ ژوئیه ۱۸۷۰   |                     |
| خورشیدگرفتگی ۲۲ دسامبر ۱۸۷۰  | کلی    | ۱۲:۲۷:۳۳ | ۲۲ دسامبر ۱۸۷۰  | ۰۲ دقیقه و ۱۱ ثانیه |
| خورشیدگرفتگی ۱۸ ژوئن ۱۸۷۱    | حلقه‌ای | ۲:۳۵:۰۱  | ۱۸ ژوئن ۱۸۷۱    | ۰۷ دقیقه و ۱۴ ثانیه |
| خورشیدگرفتگی ۱۲ دسامبر ۱۸۷۱  | کلی    | ۴:۰۳:۳۸  | ۱۲ دسامبر ۱۸۷۱  | ۰۴ دقیقه و ۲۳ ثانیه |
| خورشیدگرفتگی ۶ ژوئن ۱۸۷۲     | حلقه‌ای | ۳:۲۰:۰۳  | ۶ ژوئن ۱۸۷۲     | ۰۴ دقیقه و ۲۰ ثانیه |
| خورشیدگرفتگی ۳۰ نوامبر ۱۸۷۲  | دوگانه | ۱۸:۲۹:۳۳ | ۳۰ نوامبر ۱۸۷۲  | ۰۰ دقیقه و ۴۷ ثانیه |
| خورشیدگرفتگی ۲۶ مه ۱۸۷۳      | جزئی   | ۹:۰۸:۵۶  | ۲۶ مه ۱۸۷۳      |                     |
| خورشیدگرفتگی ۲۰ نوامبر ۱۸۷۳  | جزئی   | ۳:۲۲:۵۲  | ۲۰ نوامبر ۱۸۷۳  |                     |
| خورشیدگرفتگی ۱۶ آوریل ۱۸۷۴   | کلی    | ۱۴:۰۰:۵۳ | ۱۶ آوریل ۱۸۷۴   | ۰۴ دقیقه و ۱۱ ثانیه |
| خورشیدگرفتگی ۱۰ اکتبر ۱۸۷۴   | حلقه‌ای | ۱۱:۱۳:۳۳ | ۱۰ اکتبر ۱۸۷۴   | ۰۶ دقیقه و ۲۸ ثانیه |
| خورشیدگرفتگی ۶ آوریل ۱۸۷۵    | کلی    | ۶:۳۷:۲۶  | ۶ آوریل ۱۸۷۵    | ۰۴ دقیقه و ۳۷ ثانیه |
| خورشیدگرفتگی ۲۹ سپتامبر ۱۸۷۵ | حلقه‌ای | ۱۲:۵۸:۰۹ | ۲۹ سپتامبر ۱۸۷۵ | ۰۳ دقیقه و ۳۶ ثانیه |
| خورشیدگرفتگی ۲۵ مارس ۱۸۷۶    | حلقه‌ای | ۲۰:۰۵:۰۶ | ۲۵ مارس ۱۸۷۶    | ۰۰ دقیقه و ۰۱ ثانیه |
| خورشیدگرفتگی ۱۷ سپتامبر ۱۸۷۶ | کلی    | ۲۱:۴۹:۱۵ | ۱۷ سپتامبر ۱۸۷۶ | ۰۱ دقیقه و ۵۳ ثانیه |
| خورشیدگرفتگی ۱۵ مارس ۱۸۷۷    | جزئی   | ۲:۳۸:۰۹  | ۱۵ مارس ۱۸۷۷    |                     |
| خورشیدگرفتگی ۹ اوت ۱۸۷۷      | جزئی   | ۵:۳۰:۲۴  | ۹ اوت ۱۸۷۷      |                     |
| خورشیدگرفتگی ۷ سپتامبر ۱۸۷۷  | جزئی   | ۱۲:۴۸:۴۲ | ۷ سپتامبر ۱۸۷۷  |                     |
| خورشیدگرفتگی ۲ فوریه ۱۸۷۸    | حلقه‌ای | ۸:۲۷:۵۲  | ۲ فوریه ۱۸۷۸    | ۰۵ دقیقه و ۵۹ ثانیه |
| خورشیدگرفتگی ۲۹ ژوئیه ۱۸۷۸   | کلی    | ۲۱:۴۷:۱۸ | ۲۹ ژوئیه ۱۸۷۸   | ۰۳ دقیقه و ۱۱ ثانیه |
| خورشیدگرفتگی ۲۲ ژانویه ۱۸۷۹  | حلقه‌ای | ۱۱:۵۳:۰۸ | ۲۲ ژانویه ۱۸۷۹  | ۰۳ دقیقه و ۰۳ ثانیه |
| خورشیدگرفتگی ۱۹ ژوئیه ۱۸۷۹   | حلقه‌ای | ۹:۰۴:۳۲  | ۱۹ ژوئیه ۱۸۷۹   | ۰۰ دقیقه و ۳۹ ثانیه |
| خورشیدگرفتگی ۱۱ ژانویه ۱۸۸۰  | کلی    | ۲۲:۳۴:۲۵ | ۱۱ ژانویه ۱۸۸۰  | ۰۲ دقیقه و ۰۷ ثانیه |
| خورشیدگرفتگی ۷ ژوئیه ۱۸۸۰    | حلقه‌ای | ۱۳:۱۰:۲۸ | ۷ ژوئیه ۱۸۸۰    | ۰۵ دقیقه و ۴۷ ثانیه |
| خورشیدگرفتگی ۲ دسامبر ۱۸۸۰   | جزئی   | ۳:۱۱:۳۳  | ۲ دسامبر ۱۸۸۰   |                     |
| خورشیدگرفتگی ۳۱ دسامبر ۱۸۸۰  | جزئی   | ۱۳:۴۵:۰۱ | ۳۱ دسامبر ۱۸۸۰  |                     |
| خورشیدگرفتگی ۲۷ مه ۱۸۸۱      | جزئی   | ۲۳:۴۸:۴۱ | ۲۷ مه ۱۸۸۱      |                     |
| خورشیدگرفتگی ۲۱ نوامبر ۱۸۸۱  | حلقه‌ای | ۱۶:۳۱:۱۰ | ۲۱ نوامبر ۱۸۸۱  | ۰۰ دقیقه و ۴۳ ثانیه |
| خورشیدگرفتگی ۱۷ مه ۱۸۸۲      | کلی    | ۷:۳۶:۲۷  | ۱۷ مه ۱۸۸۲      | ۰۱ دقیقه و ۵۰ ثانیه |
| خورشیدگرفتگی ۱۰ نوامبر ۱۸۸۲  | حلقه‌ای | ۲۳:۲۲:۲۱ | ۱۰ نوامبر ۱۸۸۲  | ۰۶ دقیقه و ۱۴ ثانیه |
| خورشیدگرفتگی ۶ مه ۱۸۸۳       | کلی    | ۲۱:۵۳:۴۹ | ۶ مه ۱۸۸۳       | ۰۵ دقیقه و ۵۸ ثانیه |
| خورشیدگرفتگی ۳۰ اکتبر ۱۸۸۳   | حلقه‌ای | ۲۳:۵۰:۵۴ | ۳۰ اکتبر ۱۸۸۳   | ۱۰ دقیقه و ۱۷ ثانیه |
| خورشیدگرفتگی ۲۷ مارس ۱۸۸۴    | جزئی   | ۶:۰۲:۱۱  | ۲۷ مارس ۱۸۸۴    |                     |
| خورشیدگرفتگی ۲۵ آوریل ۱۸۸۴   | جزئی   | ۱۴:۴۶:۱۷ | ۲۵ آوریل ۱۸۸۴   |                     |
| خورشیدگرفتگی ۱۹ اکتبر ۱۸۸۴   | جزئی   | ۰:۱۷:۴۲  | ۱۹ اکتبر ۱۸۸۴   |                     |
| خورشیدگرفتگی ۱۶ مارس ۱۸۸۵    | حلقه‌ای | ۱۷:۴۵:۴۳ | ۱۶ مارس ۱۸۸۵    | ۰۱ دقیقه و ۵۵ ثانیه |
| خورشیدگرفتگی ۸ سپتامبر ۱۸۸۵  | کلی    | ۲۰:۵۱:۵۲ | ۸ سپتامبر ۱۸۸۵  | ۰۲ دقیقه و ۳۱ ثانیه |
| خورشیدگرفتگی ۵ مارس ۱۸۸۶     | حلقه‌ای | ۲۲:۰۵:۲۶ | ۵ مارس ۱۸۸۶     | ۰۸ دقیقه و ۲۰ ثانیه |
| خورشیدگرفتگی ۲۹ اوت ۱۸۸۶     | کلی    | ۱۲:۵۵:۲۳ | ۲۹ اوت ۱۸۸۶     | ۰۶ دقیقه و ۳۶ ثانیه |
| خورشیدگرفتگی ۲۲ فوریه ۱۸۸۷   | حلقه‌ای | ۲۱:۳۳:۰۴ | ۲۲ فوریه ۱۸۸۷   | ۰۸ دقیقه و ۰۱ ثانیه |
| خورشیدگرفتگی ۱۹ اوت ۱۸۸۷     | کلی    | ۵:۳۲:۰۵  | ۱۹ اوت ۱۸۸۷     | ۰۳ دقیقه و ۵۰ ثانیه |
| خورشیدگرفتگی ۱۱ فوریه ۱۸۸۸   | جزئی   | ۲۳:۳۸:۱۵ | ۱۱ فوریه ۱۸۸۸   |                     |
| خورشیدگرفتگی ۹ ژوئیه ۱۸۸۸    | جزئی   | ۶:۳۰:۵۲  | ۹ ژوئیه ۱۸۸۸    |                     |
| خورشیدگرفتگی ۷ اوت ۱۸۸۸      | جزئی   | ۱۸:۰۵:۴۶ | ۷ اوت ۱۸۸۸      |                     |
| خورشیدگرفتگی ۱ ژانویه ۱۸۸۹   | کلی    | ۲۱:۱۶:۵۰ | ۱ ژانویه ۱۸۸۹   | ۰۲ دقیقه و ۱۷ ثانیه |
| خورشیدگرفتگی ۲۸ ژوئن ۱۸۸۹    | حلقه‌ای | ۹:۰۰:۰۰  | ۲۸ ژوئن ۱۸۸۹    | ۰۷ دقیقه و ۲۲ ثانیه |
| خورشیدگرفتگی ۲۲ دسامبر ۱۸۸۹  | کلی    | ۱۲:۵۴:۱۵ | ۲۲ دسامبر ۱۸۸۹  | ۰۴ دقیقه و ۱۸ ثانیه |
| خورشیدگرفتگی ۱۷ ژوئن ۱۸۹۰    | حلقه‌ای | ۹:۵۵:۰۵  | ۱۷ ژوئن ۱۸۹۰    | ۰۴ دقیقه و ۰۹ ثانیه |
| خورشیدگرفتگی ۱۲ دسامبر ۱۸۹۰  | دوگانه | ۳:۰۵:۲۸  | ۱۲ دسامبر ۱۸۹۰  | ۰۰ دقیقه و ۲۸ ثانیه |
| خورشیدگرفتگی ۶ ژوئن ۱۸۹۱     | حلقه‌ای | ۱۶:۱۵:۳۶ | ۶ ژوئن ۱۸۹۱     | ۰۰ دقیقه و ۰۶ ثانیه |
| خورشیدگرفتگی ۱ دسامبر ۱۸۹۱   | جزئی   | ۱۱:۳۱:۰۸ | ۱ دسامبر ۱۸۹۱   |                     |
| خورشیدگرفتگی ۲۶ آوریل ۱۸۹۲   | کلی    | ۲۱:۵۵:۲۰ | ۲۶ آوریل ۱۸۹۲   | ۰۴ دقیقه و ۱۹ ثانیه |
| خورشیدگرفتگی ۲۰ اکتبر ۱۸۹۲   | جزئی   | ۱۸:۳۶:۰۶ | ۲۰ اکتبر ۱۸۹۲   |                     |
| خورشیدگرفتگی ۱۶ آوریل ۱۸۹۳   | کلی    | ۱۴:۳۶:۱۱ | ۱۶ آوریل ۱۸۹۳   | ۰۴ دقیقه و ۴۷ ثانیه |
| خورشیدگرفتگی ۹ اکتبر ۱۸۹۳    | حلقه‌ای | ۲۰:۳۰:۲۲ | ۹ اکتبر ۱۸۹۳    | ۰۳ دقیقه و ۴۱ ثانیه |
| خورشیدگرفتگی ۶ آوریل ۱۸۹۴    | دوگانه | ۳:۵۳:۴۱  | ۶ آوریل ۱۸۹۴    | ۰۰ دقیقه و ۰۱ ثانیه |
| خورشیدگرفتگی ۲۹ سپتامبر ۱۸۹۴ | کلی    | ۵:۳۹:۰۲  | ۲۹ سپتامبر ۱۸۹۴ | ۰۱ دقیقه و ۵۵ ثانیه |
| خورشیدگرفتگی ۲۶ مارس ۱۸۹۵    | جزئی   | ۱۰:۰۹:۳۳ | ۲۶ مارس ۱۸۹۵    |                     |
| خورشیدگرفتگی ۲۰ اوت ۱۸۹۵     | جزئی   | ۱۳:۰۹:۱۶ | ۲۰ اوت ۱۸۹۵     |                     |
| خورشیدگرفتگی ۱۸ سپتامبر ۱۸۹۵ | جزئی   | ۲۰:۴۴:۰۱ | ۱۸ سپتامبر ۱۸۹۵ |                     |
| خورشیدگرفتگی ۱۳ فوریه ۱۸۹۶   | حلقه‌ای | ۱۶:۲۳:۱۳ | ۱۳ فوریه ۱۸۹۶   | ۰۵ دقیقه و ۴۸ ثانیه |
| خورشیدگرفتگی ۹ اوت ۱۸۹۶      | کلی    | ۵:۰۹:۰۰  | ۹ اوت ۱۸۹۶      | ۰۲ دقیقه و ۴۳ ثانیه |
| خورشیدگرفتگی ۱ فوریه ۱۸۹۷    | حلقه‌ای | ۲۰:۱۵:۱۵ | ۱ فوریه ۱۸۹۷    | ۰۲ دقیقه و ۳۴ ثانیه |
| خورشیدگرفتگی ۲۹ ژوئیه ۱۸۹۷   | حلقه‌ای | ۱۵:۵۶:۵۸ | ۲۹ ژوئیه ۱۸۹۷   | ۰۱ دقیقه و ۰۵ ثانیه |
| خورشیدگرفتگی ۲۲ ژانویه ۱۸۹۸  | کلی    | ۷:۱۹:۱۲  | ۲۲ ژانویه ۱۸۹۸  | ۰۲ دقیقه و ۲۱ ثانیه |
| خورشیدگرفتگی ۱۸ ژوئیه ۱۸۹۸   | حلقه‌ای | ۱۹:۳۶:۵۴ | ۱۸ ژوئیه ۱۸۹۸   | ۰۶ دقیقه و ۱۱ ثانیه |
| خورشیدگرفتگی ۱۳ دسامبر ۱۸۹۸  | جزئی   | ۱۱:۵۸:۱۳ | ۱۳ دسامبر ۱۸۹۸  |                     |
| خورشیدگرفتگی ۱۱ ژانویه ۱۸۹۹  | جزئی   | ۲۲:۳۸:۰۲ | ۱۱ ژانویه ۱۸۹۹  |                     |
| خورشیدگرفتگی ۸ ژوئن ۱۸۹۹     | جزئی   | ۶:۳۳:۴۳  | ۸ ژوئن ۱۸۹۹     |                     |
| خورشیدگرفتگی ۳ دسامبر ۱۸۹۹   | حلقه‌ای | ۰:۵۷:۲۸  | ۳ دسامبر ۱۸۹۹   | ۰۱ دقیقه و ۰۱ ثانیه |
| خورشیدگرفتگی ۲۸ مه ۱۹۰۰      | کلی    | ۱۴:۵۳:۵۶ | ۲۸ مه ۱۹۰۰      | ۰۲ دقیقه و ۱۰ ثانیه |
| خورشیدگرفتگی ۲۲ نوامبر ۱۹۰۰  | حلقه‌ای | ۷:۱۹:۴۳  | ۲۲ نوامبر ۱۹۰۰  | ۰۶ دقیقه و ۴۲ ثانیه |
|                              |        |          |                 |                     |